# Остин, Джеймс
Джеймс Остин (англ. James H. Austin, род. 1925) — американский учёный, врач-невролог, почётный профессор, один из старейших и наиболее уважаемых специалистов в области нейробиологии мозга при медитации. Автор книги «Дзэн и мозг». Будучи ученым, Дж. Остин ещё и сам занимается медитацией.

## Образование и научная карьера
- Медицинский факультет Гарвардского университета (1948);
- интернатура по неврологии в Бостонской городской больнице (1949);
- военная служба (ВМФ США в Японии, врач-невролог, 1950—1952);
- клиническая ординатура по нейропатологии, в Колумбийском университете, и окончание интернатуры в Нейрологическом институте при Колумбийском университете (1953—1955);
- научный сотрудник в отделении неврологии медицинского факультета университета здравоохранения штата Орегон (1952—1967);
- заведующий отделом на кафедре неврологии медицинского факультета университета штата Колорадо (1967—1974);
- обучение Дзэн у учителя Kobori Nanrei Sohaku школы Риндзай с 1974 года;
- заведующий кафедрой неврологии на медицинском факультете университета штата Колорадо с 1974, вышел на пенсию с присвоением звания почетного профессора в 1992.

## Монографии
- Психология творчества: «Погоня, везение и творчество» (англ. «Chase, Chance, and Creativity»), издательство Columbia University Press в 1978 г, переиздание в издательстве MIT Press в 2003 году;
- Дзэн и нейробиология: «Дзэн и мозг» (англ. «Zen and the Brain», с 1998, 7 переизданий), «Изменения в мозгу под действием Дзэн-медитации» (англ. «Zen Brain Reflections », 2006), «Озарение бескорыстностью » (англ. «Selfless Insight », 2009), и «Медитация в состоянии альтруизма» («Meditating Selflessly», 2011), все книги в издательстве MIT Press

## Научные интересы и взгляды
Профессор Джеймс Остин является одним из ранних исследователей и популяризаторов изучения влияния различных уровней медитации на активность участков головного мозга. Используя современные методики нейровизуализации (в том числе функциональную магнитно-резонансную томографию), он сопоставлял традиционные дзэнские описания медитационных состояний, и наблюдаемые на томограммах особенности активности мозга.
Остин полагает, что при медитации уменьшается активность нейронной сети, включающей работающие по умолчанию участки мозга, и активизируются «оперативно-бдительные участки мозга», характерные для аллоцентричного мышления. Вызывающие «активность по умолчанию» участки заднего таламуса при этом подвергаются тормозному влиянию ГАМК-продуцирующих нейронов ретикулярной формации. Далее, при воздействии случайного неожиданного события, может произойти так называемое «просветление»: «активные по умолчанию участки мозга“ подавляются полностью, человек ощущает исчезновение своего «я», потерю чувства времени, особенно ярко ощущает реальность, и переживает мистическое чувство вселенской любви и альтруизма.
Также, по мнению исследователя, этому рефлекторно способствует переключение внимания в верхнюю половину поля зрения, приспособленную для аллоцентричного широкого деконцентрированного зрения (тогда как нижняя половина зрительного поля, подходящая для выделения из фона отдельных мелких подробностей, способствует эгоцентричному мышлению „по умолчанию“).

## Комментарий
Данные явления изучаются молодой наукой: нейробиология созерцательных состояний (англ. contemplative neuroscience). В 2001 году Маркус Рейкл (Marcus Raichle) с соавторами показали, что во время отдыха и бездействия человека, несколько разрозненных участков мозга активны одновременно. Ученые иронично назвали систему состоящую из этих участков компьютерным термином „активные по умолчанию“ (англ. default brain, default mode network, DMN, рус. „сеть пассивного режима работы мозга“). Эта структура интенсивно работает при мысленных диалогах и эгоцентричном мышлении о себе и о своих интересах.
В 2005 году было найдено, что «активные по умолчанию участки мозга» спонтанно усиливают и ослабляют свою активность с периодом примерно 20 секунд, и находятся в противофазе с работой другой группы зон мозга, названной впоследствии «оперативно-бдительными участками мозга» (task-positive network, TPN). Повышенная активность этих «оперативно-бдительных участков» соответствует выполнению сложных заданий, требующих мобилизации внимания, когда человек аллоцентрично и альтруистически «забывает себя», и/или впадает в состояние так называемого «потока» и «вдохновения».
Позже было обнаружено, что помимо сложных мобилизующих внимание задач, «активность по умолчанию» подавляется медитацией, или группой психоделиков, присоединяющихся к серотониновым нейрорецепторам 5HT2A. Причем медитация лишь изменяет уровни активности, но не нарушает чередование TPN и DMN систем, тогда как психоделики временно разрушают это чередование, а их действие зависит от окружающей обстановки и настроения. Также доминирующая активность оперативно-бдительной системы TPN появляется при ранних психозах, в фазе быстрого сна, при сенсорной депривации. Доминирующая же активность системы по умолчанию DMN наблюдается при депрессиях, при догматическом теоретизировании, при зацикливании на негативных рассуждениях, во время глубокого сна.